# シーサイドももち海浜公園
シーサイドももち海浜公園（しーさいどももちかいひんこうえん）は、福岡県福岡市中央区地行浜二丁目及びその地先並びに福岡市早良区百道浜二丁目及び百道浜四丁目並びにその地先にある市営の海浜公園（港湾施設）である。東側で菰川の河口左岸に、西側で室見川の河口右岸に位置し、地行浜地区と百道浜地区の間に樋井川の河口があり、北側で海浜公園の砂浜が博多港（博多湾の奥部）に面する。

## 歴史
シーサイドももち海浜公園は、福岡市中央区地行及び早良区百道の地先において1981年度（昭和56年度）から実施された公有水面の埋立整備事業（シーサイドももち）に伴い、その前面に造成された人工海浜を中心とする海浜公園であり、博多港（博多湾の一部）の港湾区域の中で行われたため、港湾施設の一つに位置づけられる。埋立以前の博多湾に面した海岸は、白砂青松の景勝の地として、海水浴場などとして市民の憩いの場であったが、海岸の埋立後は、市街地としてのシーサイドももちと一体化して、かつての海岸を再現するように、海岸緑地と砂浜が一体となった海浜公園として、隣接するマリナタウン海浜公園とともに整備された。1989年（平成元年）3月31日に福岡市海浜公園条例が制定され、同年12月1日から開園した。
2001年世界水泳選手権ではオープンウォータースイミング（OWS）、2023年世界水泳選手権ではOWSとハイダイビングの競技会場が園内に設けられた。

## 施設の概要
シーサイドももち海浜公園の施設概要は次のとおりである。
| 項目                           | 内容                                                                             |
| ------------------------------ | -------------------------------------------------------------------------------- |
| 整備年次                       | 1982年度（昭和57年度）～1995年度（平成7年度）                                    |
| 総事業費                       | 約77億円                                                                         |
| 植栽                           | 約47,000本（クロマツ、タブノキ、クロガネモチ、ヤマモモ等）                       |
| 面積                           | 31.3ヘクタール（緑地：8.1ヘクタール、水域：17.5ヘクタール、砂浜：5.7ヘクタール） |
| 海浜の延長                     | 1.4キロメートル                                                                  |
| 海浜の幅                       | 満潮時：50メートル、干潮時：70メートル                                           |
| 緑地帯の幅                     | 50メートル                                                                       |
| 中央プラザ                     | 1箇所（百道浜地区、1階：駐車場、2階：広場、面積：3,098.34平方メートル）          |
| ビーチハウス（休憩所、授乳室） | 1箇所（百道浜）、251.02平方メートル                                              |
| パーゴラ（屋根付休憩所）       | 2箇所（百道浜、東西各1箇所）                                                     |
| 四阿（休憩所）                 | 4箇所（地行浜：2箇所、百道浜：2箇所）                                            |
| 公衆便所                       | 7箇所（地行浜：3箇所、百道浜：4箇所）                                            |
| 遊歩道（護岸敷）               | 約2.8キロメートル                                                                |
| なぎさ橋                       | 百道浜地区及び地行浜地区を繋ぐ人道橋（樋井川上）                                 |
| ボードウォーク                 | 約150メートル                                                                    |
| 利便施設                       | 福岡ウォーターフロント・プロムナード：「マリゾン」                               |
| 多目的広場                     | 約4,500平方メートル                                                              |

### 中央プラザ
「中央プラザ」は2階建ての建築物であり、福岡タワーの北側、シーサイドももち海浜公園（百道浜地区）の南側入口から階段又はスロープで上ると、福岡高速道路の環状線の上を跨ぐ2階の広場に出て、さらに北側に進み、階段又はスロープで下がると、遊歩道、松林、海浜、利便施設（マリゾン）などに至る。広場は、博多湾、博多港などの眺望に優れ、球体状、ピラミッド状などの噴水、ベンチ、照明などの設備が設けられている。また、公園入口が早良区西新の脇山口交差点から続く「サザエさん通り」の北端にあたるため、広場の南東側に説明板などが設置されている。1階の一部には駐車場、便所、AED等がある。

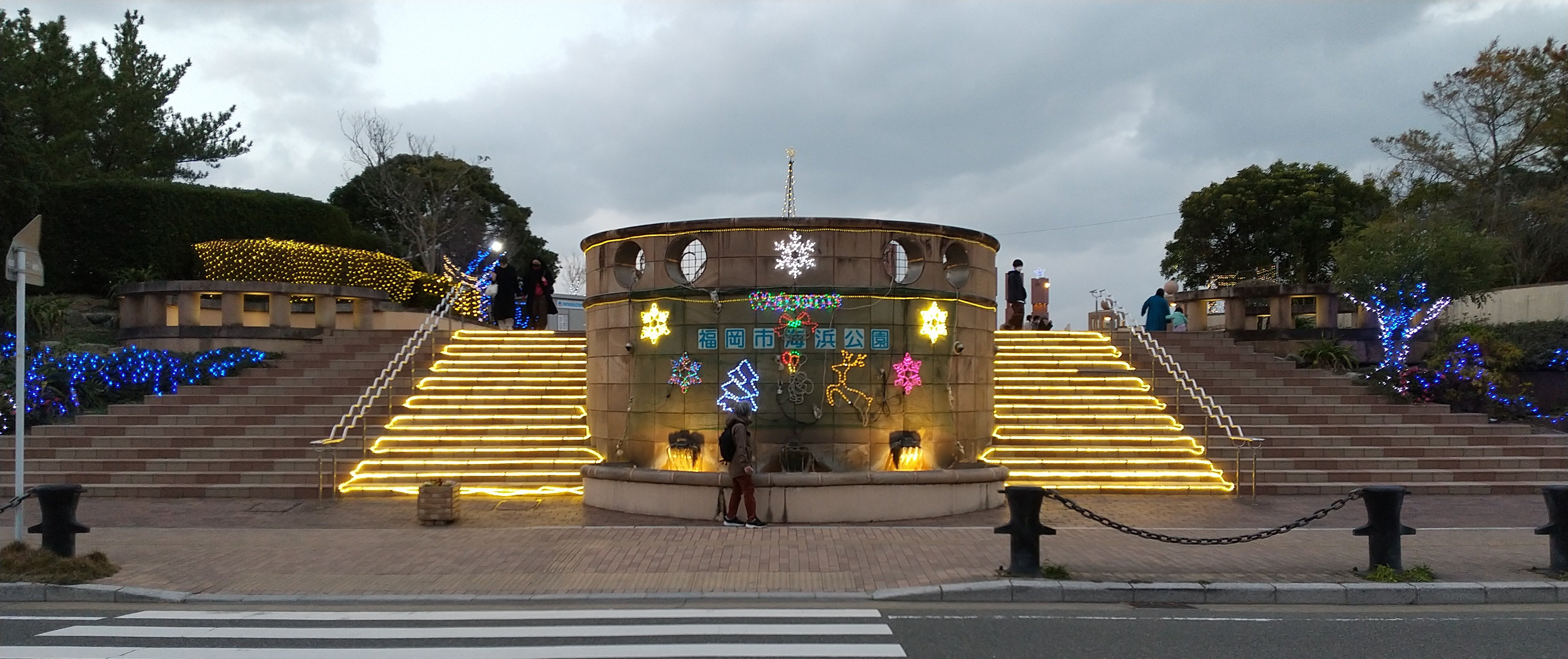
百道浜地区の入口
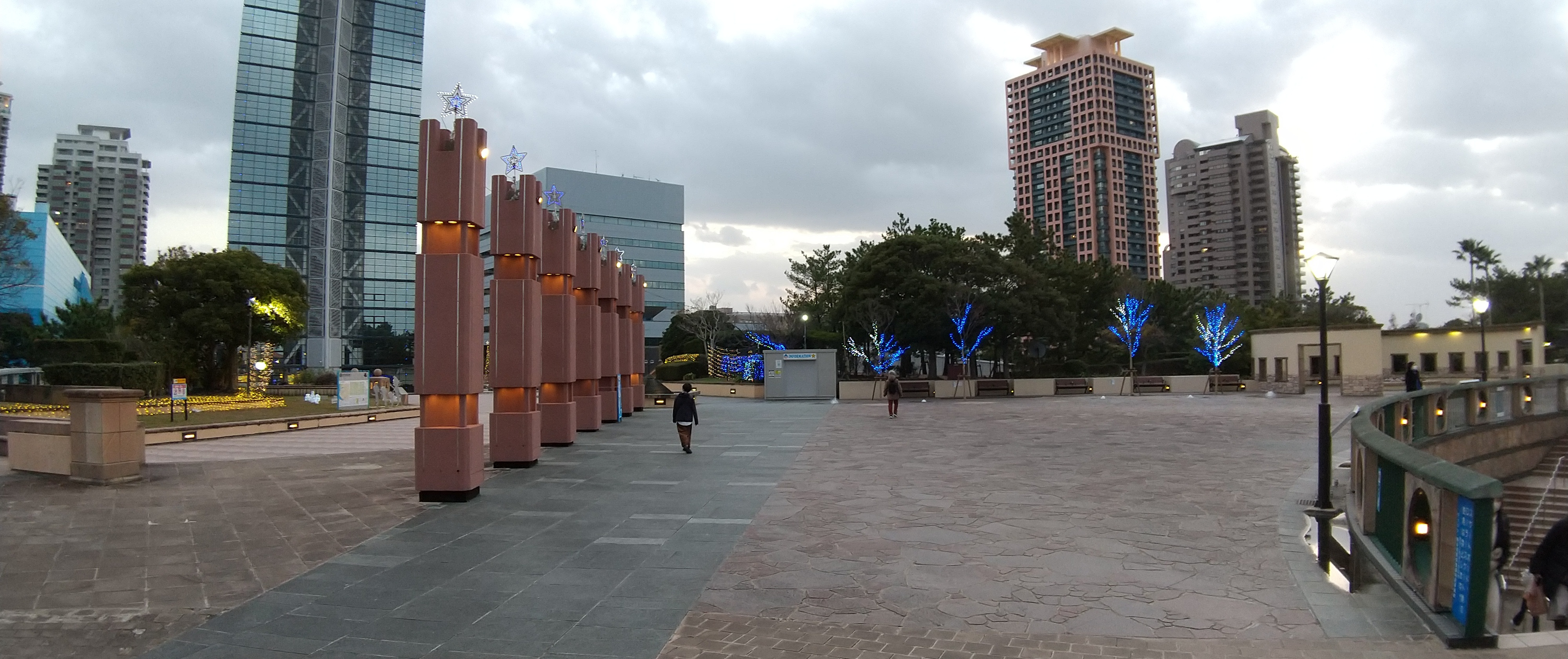
中央プラザ
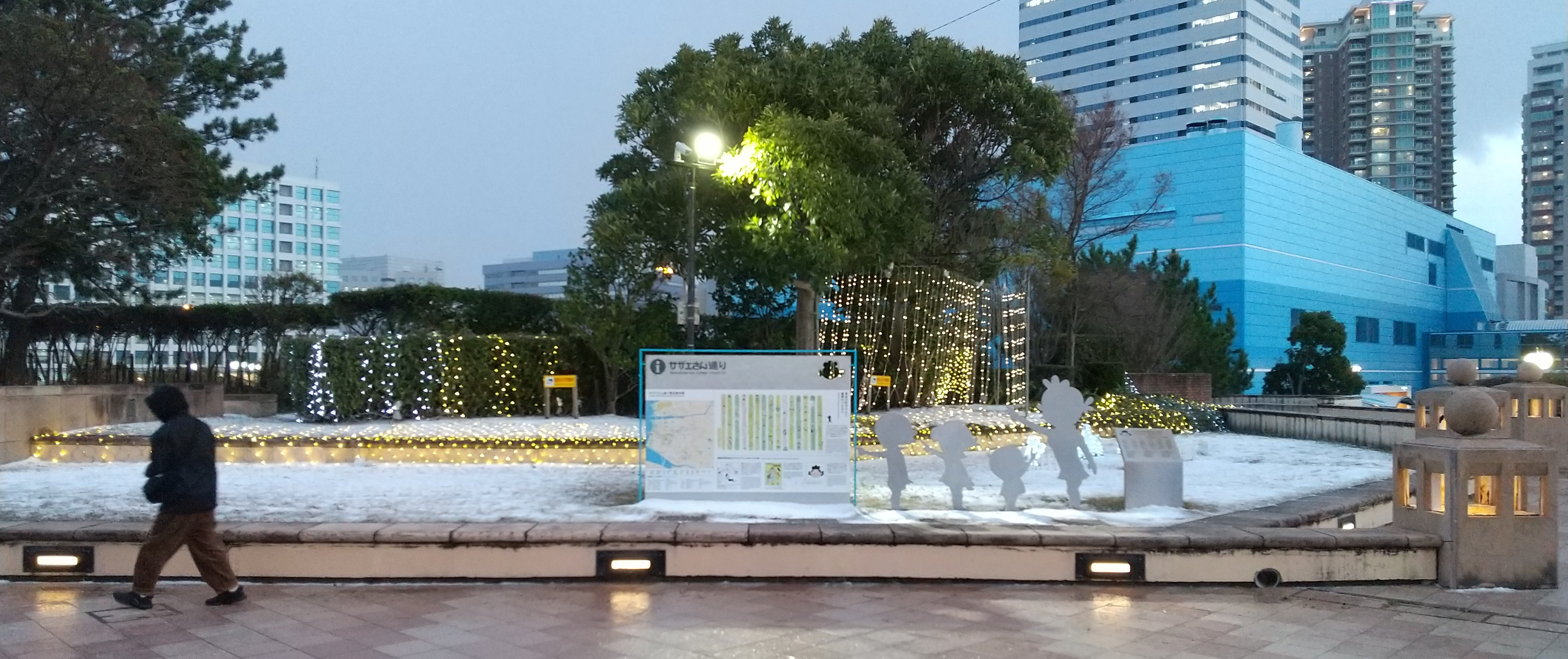
サザエさん通りの案内板

### 休憩所
休憩所としては、ビーチハウス（温水シャワー室有り）、パーゴラ（百道浜地区に東西2個所、それぞれ40メートルの幅）、四阿（あづまや）がある。

### 公衆便所
松林の中に配置された公衆便所は周辺の景観に溶け込むような外観で造られている。

### 遊歩道・橋梁
埋立地である百道浜及び地行浜の護岸敷きは舗装された遊歩道となっており、海浜公園の百道浜地区と地行浜地区の間を流れる樋井川の河口には「なぎさ橋」と称する人道橋が架かっている。

### 緑地
緑地の植栽については、もともと福岡市が1,400本の松を植える計画であったが、市民の手でもっと植えようという発想で、福岡市の女性同志が中心となって、1987年（昭和62年）に特定非営利活動法人はかた夢松原の会を設立し、植栽の活動が続けられ、今では成長した松原が公園に日陰を提供している。また、現地には植栽活動を記念して「夢松原の石碑」などが設置され、全国からの募金者の名前が焼き込まれた有田焼の陶板が松原の砂留ブロックに貼り付けられている。

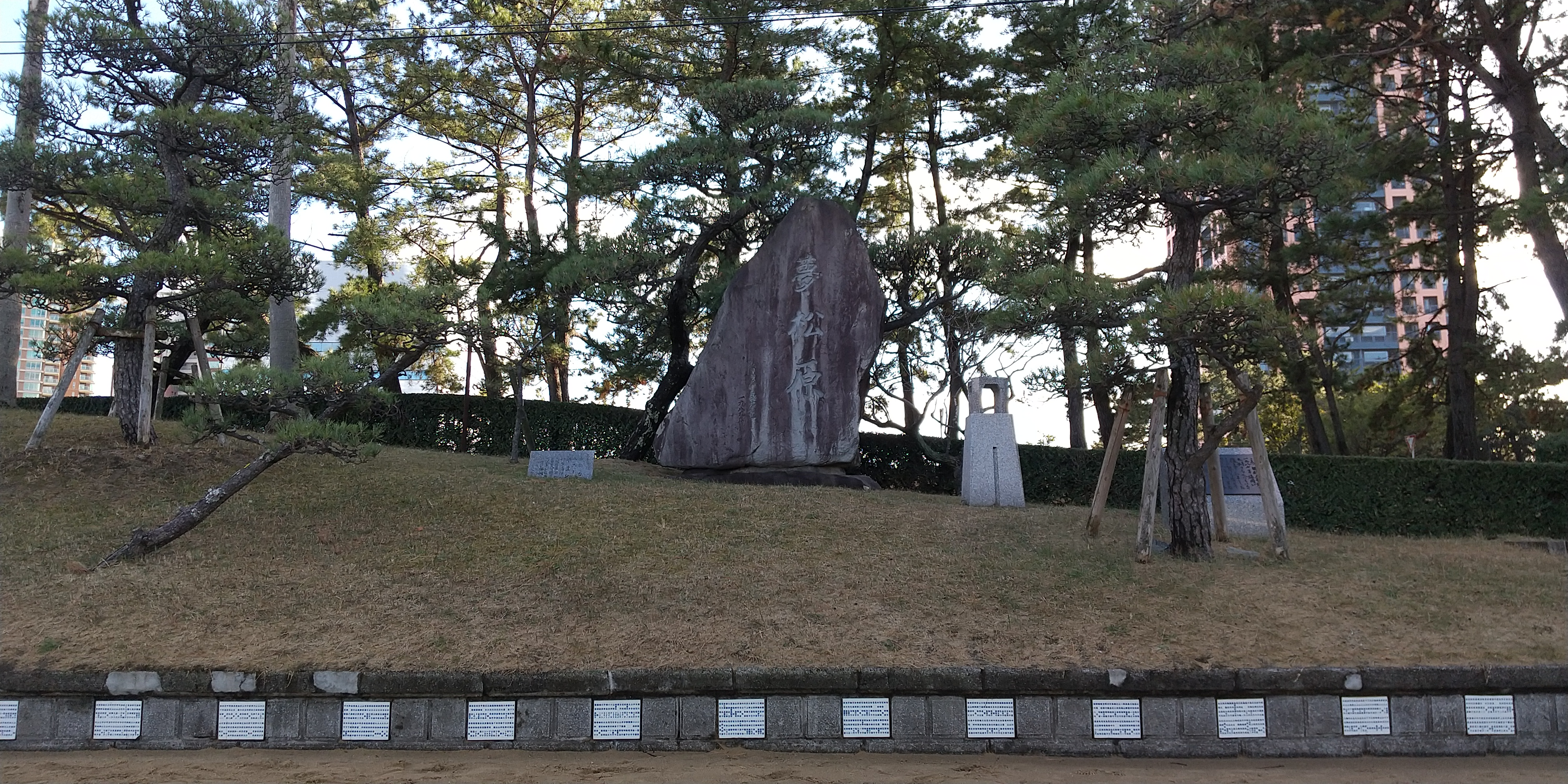
「夢松原の石碑」（中央）及び募金者名入りの陶板（下）

### 海浜
海浜には飲食店、物品販売店のほか、ビーチバレーボールのコート、ボードウォーク、更衣室付きのシャワーなどが設けられている。

### 桟橋
福岡ウォーターフロント・プロムナード：「マリゾン」は、百道浜の中央を南北に走る通称サザエさん通り、福岡タワー、公園の正面入口、噴水等が一直線に並んだ軸線上に、砂浜から海面上に突き出るように配置された桟橋である。コンクリート杭に支えられた桟橋の人工地盤の上には、結婚式場及び「うみなかライン」の発着所がある。詳細は次のページを参照。
- マリゾン

### 多目的広場
海浜公園の西南に室見川、福岡高速道路及び松林に囲まれてた「多目的広場」がある。

### 港湾施設
シーサイドももち海浜公園は博多港の港湾区域中にあり、砂の流出を防止するためなどの目的で、次の施設が設置されている。
- 突堤（室見川、樋井川、菰川の流れに沿って海に突出している。）
- 離岸堤（突堤の先端から、それぞれ海岸線と平行に位置している。）
- 潜堤（離岸堤の間にある。）

## 眺望
シーサイド海浜公園から博多湾に面する北側の眺望については、向かって左より、室見川の河口を挟んで愛宕、豊浜、愛宕浜、今津湾を挟んで今津（毘沙門山）、博多湾を挟んで能古島、志賀島、海の中道（西戸崎等）、福岡アイランドシティ（みなと香椎及び香椎照葉）、香椎浜ふ頭（香椎パークポート）、鵜来島（無人島）、菰川を挟んで福浜などを一望することができる。また、南側の眺望については、この海浜公園が埋立地であるシーサイドももちと一体的な計画により整備されたことから、福岡市の一面を象徴する新しい都市景観と調和し、松林越しに向かって右より、超高層マンション群、福岡タワー、「福岡ソフトリサーチパーク」の高層建築物群、ヒルトン福岡シーホーク、福岡ドームなどを一望することができる。

## 交通アクセス

### 鉄道
鉄道は南方に通っており、最寄りの鉄道駅は福岡市交通局が運営する福岡市地下鉄空港線の次の駅である。

#### 地行浜地区
- 唐人町駅（距離は道程で約2キロメートル）

#### 百道浜地区
- 西新駅（距離は道程で約2キロメートル）
- 藤崎駅（距離は道程で約2キロメートル）

### バス
バスについては、西日本鉄道株式会社が運営するバスが運行しており、次の停留所がある。

#### 地行浜地区
- 九州医療センター

#### 百道浜地区
- 百道ランプ口
- 医師会館ソフトリサーチパーク前
- 博物館北口
- 福岡タワー南口

### 都市高速道路
都市高速道路としては、公園の南側に接して福岡高速道路の福岡高速環状線が通っており、最寄りの出入り口は次のとおりである。
- 百道出入口（百道浜二丁目）

### 船舶
「うみなかライン」の発着所がマリゾンの北端にある。結婚式場の右側にある入口より連絡通路を通って発着所に至る。